# Tam Dalyell of the Binns
Sir Thomas Dalyell of The Binns, premier Baronet (1615-1685) est un général écossais royaliste lors des Guerres des Trois Royaumes, également connus sous les surnoms de "Bluidy Tam" (Tam le sanguinaire) et "The Muscovite De'il" (le diable moscovite).

## Biographie
Dalyell est né à Linlithgowshire, fils de Thomas Dalyell of The Binns, à la tête d'une branche cadette de la famille des comtes de Carnwath, et de Janet, fille de Bruce,  premier Lord Kinloss, Master of the Rolls en Angleterre.
Il semble qu'à l'âge de 13 ans il ait accompagné l'expédition menée en 1628 par Charles I pour aider les Huguenots durant le siège de La Rochelle. Plus tard, en tant que colonel, il sert sous les ordres du général Robert Munro et du général Alexander Leslie en Ulster.
On affirme qu'après l'exécution de Charles I le 30 janvier 1649, il refuse de se raser la barbe en pénitence pour le crime de ses compatriotes. Il est fait prisonnier lors de la capitulation de Carrickfergus en août 1650, mais on lui accorde un laissez-passer ; il est banni d'Écosse et demeure en Irlande.
Il participe à la bataille de Worcester (3 septembre 1651), lors de laquelle ses hommes rendent les armes ; il est lui-même capturé et emprisonné à la Tour de Londres. Il parvient à s'enfuir et, en 1654, prend part à la rébellion des Highlands. Dalyell ne figure pas sur l'acte d'amnistie de Cromwell, et une récompense de 200 guinées est offerte pour sa capture, mort ou vif.
Dalyell s'échappe à nouveau et s'enfuit en Russie. Il entre au service du tsar Alexis I et se distingue en tant que général dans la guerre contre les Turcs et les Tatares, ainsi que lors de la Guerre russo-polonaise (1654-1667).

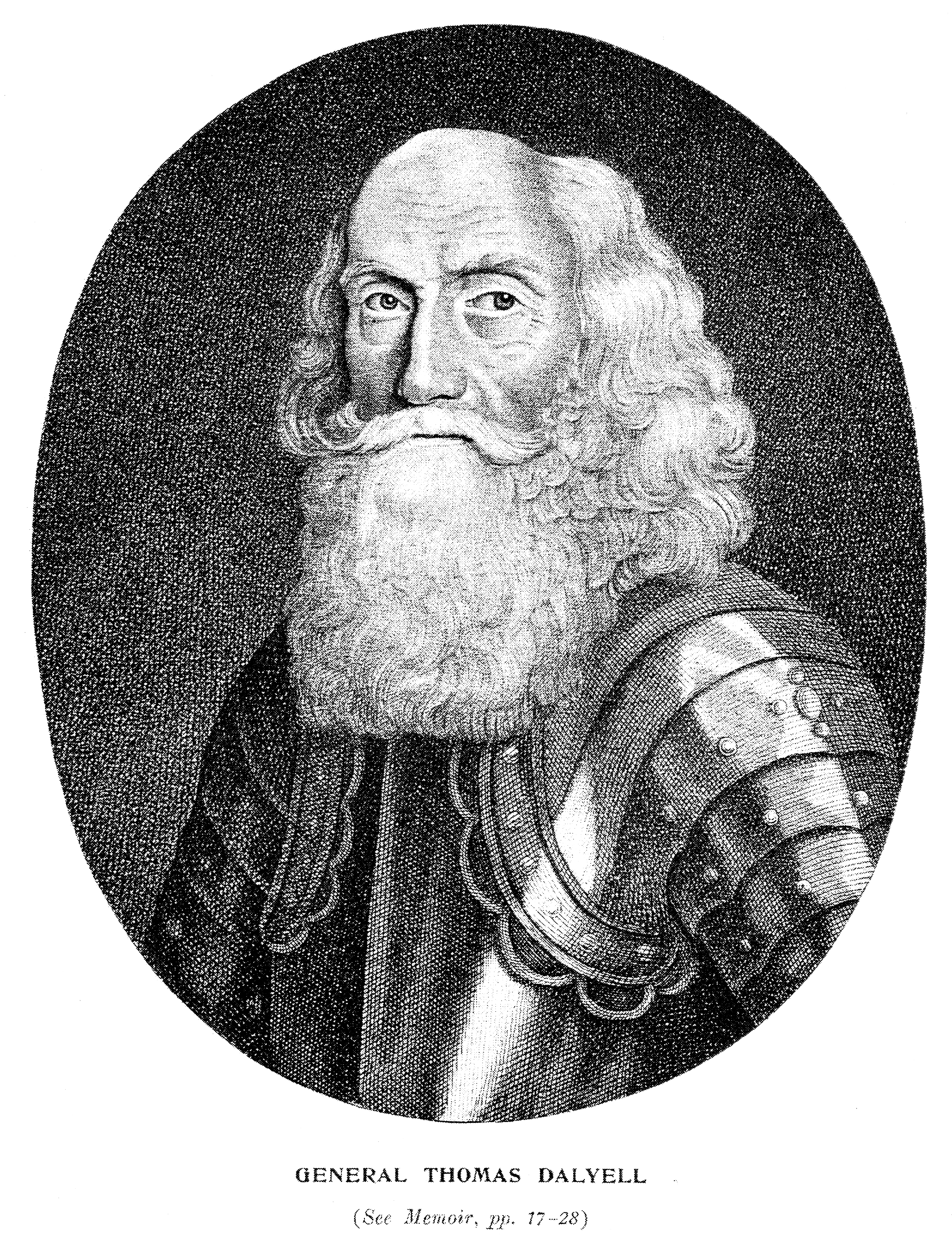

Il retourne en Grande-Bretagne lors de la Restauration de Charles II. Le 19 juillet 1666 il est nommé commandant en chef en Écosse, avec mission de soumettre les Covenantaires. Dalyell les défait à la bataille de Rullion Green, dans les Pentland Hills, au sud d'Édimbourg. Il traite les vaincus avec beaucoup de cruauté, emprisonnant quelque 1200 covenantaires au cimetière de Greyfriars Kirkyard, entre autres choses qui lui valent le surnom de "Bluidy Tam" - même si les récits concernant sa  cruauté sont probablement exagérés par les anti-royalistes. En tant que général, il obtient certaines propriétés confisquées à ses adversaires.
Le 3 janvier 1667, il est fait conseiller privé, et de 1678 jusqu'à sa mort il représente le Linlithgowshire au Parlement écossais. Il s'insurge contre la nomination du duc de Monmouth au poste de commandant en chef en juin 1679, et il est confirmé à son poste originel par le roi Charles, mais en conséquence, il n'apparaît à la bataille de Bothwell Bridge qu'après la fin des hostilités.
Le 25 novembre 1681, une commission l'autorise à intégrer le régiment, connu plus tard sous le nom de  Royal Scots Greys. Sa commission est confirmée par le Roi James VII, mais il meurt peu après, en août 1685.
Il a épousé Agnès, fille de John Ker of Cavers, de qui il a eu un fils, Thomas, fait baronnet en 1685, dont le fils et héritier unique, Thomas, est mort célibataire. Le titre de baronnet aurait donc dû disparaître, mais il a été récupéré vers 1726 par James Menteith. Le titre est aujourd'hui détenu par l'homme politique Tam Dalyell, qui porte officiellement le titre de Sir Thomas Dalyell de la Binns, 11e Baronnet.